# Comuna Krasnosillea, Hoșcea
Krasnosillea (în ucraineană Красносілля) este o comună în raionul Hoșcea, regiunea Rivne, Ucraina, formată din satele Ciudnîțea, Krasnosillea (reședința) și Vîtkiv.

## Demografie
Componența lingvistică a comunei Krasnosillea
     Ucraineană (98,82%)
     Alte limbi (0,9%)
Conform recensământului din 2001, majoritatea populației comunei Krasnosillea era vorbitoare de ucraineană (98,82%), existând în minoritate și vorbitori de alte limbi.